# Fridolin Gnädinger
Fridolin Gnädinger (* 9. Januar 1921; † 17. Oktober 2009 in Stockach) war ein deutscher Veterinärmediziner.

## Leben
Gnädinger promovierte im Mai 1947 an der Tierärztlichen Hochschule Hannover mit Erhebungen über die Häufigkeit von Zahnfehlern beim Pferd. Er war später in Stockach als Tierarzt niedergelassen und als Regierungsveterinärrat Amtstierarzt.
Von 1968 bis 1983 war er Präsident des Deutschen Imkerbundes und Vizepräsident des Internationalen Verbandes der Bienenzüchtervereinigungen Apimondia.

## Publikationen
- Mit Imkern und Bienen. Geschichte, Tätigkeiten und Dokumentationen im Badischen Imkerverband und in anderen Verbänden. Stähle, Engen 1992.

## Ehrungen
- Bundesverdienstkreuz am Bande (20. Juli 1981)[1]
- Ehrenpräsident des Deutschen Imkerbundes
- Ehrenvorsitzender des Landesverbandes Badischer Imker